# San Jacinto Amilpas
San Jacinto Amilpas är en ort i Mexiko.   Den ligger i kommunen San Jacinto Amilpas och delstaten Oaxaca, i den sydöstra delen av landet, 400 km sydost om huvudstaden Mexico City. San Jacinto Amilpas ligger 1 562 meter över havet och antalet invånare är 10 100.
Terrängen runt San Jacinto Amilpas är varierad. Runt San Jacinto Amilpas är det mycket tätbefolkat, med 3 494 invånare per kvadratkilometer. Närmaste större samhälle är Oaxaca de Juárez, 5,8 km sydost om San Jacinto Amilpas. Trakten runt San Jacinto Amilpas består till största delen av jordbruksmark.